# Asociación Noruega de profesores de Español

La Asociación Noruega de Profesores de Español (ANPE; en noruego: Norsk forening for lærere i spansk) es una organización profesional, encargada de formar a docentes especializados en el idioma español en Noruega. La Asociación fue creada el 1 de enero del 2000 en su capital Oslo. La misión de está asociación está encargada de enseñar la lengua española en el país, así también como parte de la cultura hispánica. En los últimos años el español en este país europeo, ha ganado poco a poco terreno de popularidad detrás de otras lenguas extranjeras más estudiadas como el inglés, el francés y el alemán. El español se enseña también en algunas unidades educativas de diferentes ciudades del país. 